# Sleepycat License
Die Berkeley Database License (früher Sleepycat Software Product License) (engl. license: „Lizenz“) ist eine Freie-Software-Lizenz von Oracle (vorher Sleepycat Software, Inc.). Sie wurde von der Open Source Initiative (OSI) als Open-Source-Lizenz anerkannt.
Die Lizenz ist eine starke Form des Copylefts. Sie schreibt also vor, dass die Weitergabe in jeder Form den Quellcode nicht nur der unter der Sleepycat-Lizenz stehenden Software, sondern auch aller begleitenden Software, welche die erstere nutzt, beinhaltet.
Nach der Free Software Foundation qualifiziert sie sich als Freie-Software-Lizenz und ist zur GNU General Public License (GPL) kompatibel. Dies bedeutet, dass die Offenlegung des Quelltextes der begleitenden Software im Rahmen der GPL erfolgen kann.

## Software unter der Berkeley Database License
Oracle benutzt die Lizenz für ihre Produkte Berkeley DB, Berkeley DB Java Edition und Berkeley DB XML. Die Bibliothek Cryptlib hat die Lizenz adaptiert.